# 白銀精
白銀精，是台灣傳說的白銀或白兔妖怪。

## 傳說
根據傳說，白兔是白銀精，若在偏僻的地方發現白兔，最好要拼命追，若追逐的途中會消失不見的就是白銀精，在牠消失之處挖掘，必定可以挖到白銀。若無挖掘的工具，則要在原地小便再來挖，因為小便是防止白銀移動的咒術。據說古兔會成妖精，可以變化身形，另外因物久成精的傳說，所以也可能是白銀成精變化成白兔。

## 参見
- 白馬幻影
- 金銀鬼
- 付喪神